# نائب رئيس مجلس النواب اللبناني

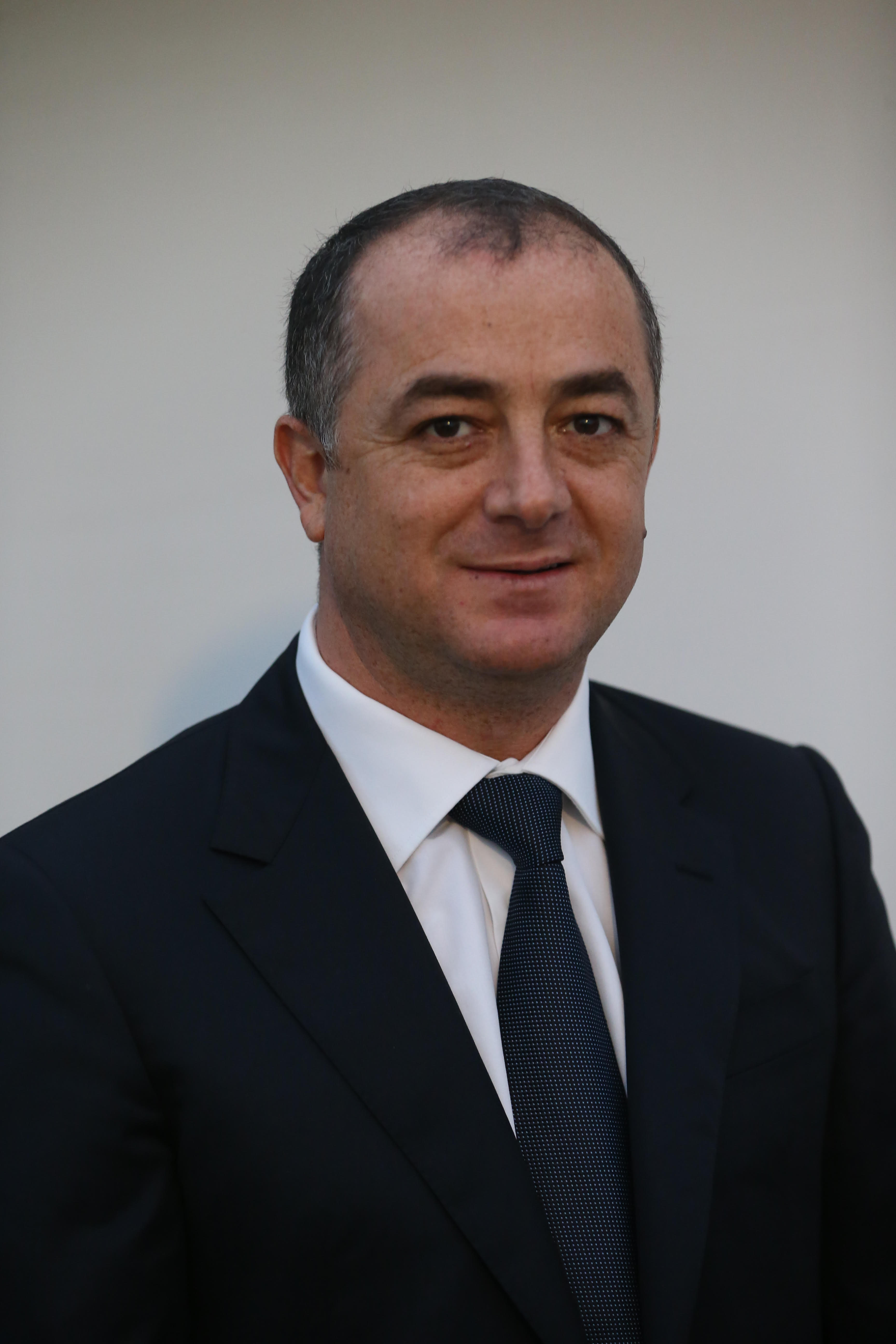
إلياس بو صعب؛ نائب رئيس مجلس النواب البناني الحالي منذ 2022

نائب رئيس مجلس النواب اللبناني هو ثاني أعلى منصب في البرلمان اللبناني. ينتخب بالإقتراع السري والأغلبية المطلقة، ويحلّ مكان رئيس المجلس في إدارة الجلسة عند غيابه أو إعتذاره عن ذلك.

## الميثاق الوطني
على الرغم من أن الدستور لا يتطلب ذلك، إلا أن التفاهم بين الموارنة، السنة، الشيعة، الدروز والروم الأرثوذوكس في 1943، المعروف بالميثاق الوطني، أدّت إلى أن يحمل منصب نائب رئيس مجلس النواب مسيحيًا أرثوذوكسيًا في كل دورة منذ ذلك الحين.

## حاملو المنصب سابقًا
- ميشال ساسين
- إيلي الفرزلي
- منير أبو فاضل
- فريد مكاري
- ألبير مخيبر